# Pietro il Grande (parte prima)
Pietro il Grande (parte prima) è un film del 1986, diretto dai registi Marvin J. Chomsky e Lawrence Schiller, prima parte della riduzione cinematografica dell'omonima miniserie televisiva, tratto dal libro Pietro il Grande di Robert K. Massie. Il seguito è Pietro il Grande (parte seconda) (1986).

## Trama
L'anziano zar Pietro il Grande ricorda le varie vicende storiche caratterizzanti il suo regno e la sua famiglia.
Nel 1682, la zarevna Sofia, sorellastra di Pietro, istiga gli Stelzi a marciare contro il cremlino. Per evitare un massacro, il principe Feodor Romodanovskij e il Patriarca propongono che al trono di Russia siedano due zar: Pietro ed Ivan e che, data la loro giovane età, il potere sia esercitato da Sofia in qualità di reggente.
Dieci anni dopo, Sofia, stanca delle continue scorrerie tartare in terra russa, decise di porre in qualche modo rimedio a questa situazione invalidando il trattato di pace con la Turchia, alleata dei Tartari, ed facendo elaborare al Principe Golitzin un piano per la presa della base turca di Azov. Nel frattempo Pietro annuncia il suo trasferimento dal Cremlino al palazzo di legno di Preobrazhenskoe, dove il giovane zar istituisce un suo personale esercito addestrato grazie al colonnello Gordon.
Rientrato a Mosca, Pietro sposa Evdokija Lopukhina, scelta dalla madre per dare un erede a Pietro e quindi garantirgli una certezza per la successione al trono. La donna, però, mostra fin da subito un rapporto conflittuale con il marito, il quale inizia così a frequentare un'altra donna, Anna Mons.
Tempo dopo Pietro conosce il trafficante ebreo Dimitri Shafirov, che lo informa anticipatamente della disfatta subìta dall'esercito russo di Golitsyn e delle intenzioni della sorellastra Sofia di far passare l'evento come una vittoria davanti ai boiari ed alla corte, per mantenerne il controllo ed il potere. Pietro manda a monte il piano di Sofia arrivando nel mezzo del conferimento al principe Golitzin della "vittoria" e raccontando la realtà dei fatti e la sconfitta.
Scampato ad un attentato nei boschi di Preobrazhenskoe, Pietro decide di riprendersi una volta per tutte il potere facendo arrestare la reggente Sofia e confinandola nel monastero di Novodevicij, mentre il suo amante Golitsyn viene condannato all'esilio nel villaggio di Ostrov, all'estremo nord dell'Impero.
Tempo dopo, in una sortita dalle mura del Cremlino per fare fronte ad una manifestazione di mugik guidata dal padre di Menshikov, Pietro promette al popolo duri sacrifici per far emergere la Russia tra le grandi potenze, contro le stesse inveterate abitudini di gran parte della popolazione.
L'ennesimo saccheggio ed eccidio da parte dei Tartari in un villaggio convince Pietro ad intraprendere una nuova campagna contro i Turchi, questa volta via mare. Pur essendo tradizionalmente la Russia priva di vere tradizioni marinare, lo Zar fa armare una flottiglia di chiatte armate con cui martella la città-fortezza di Azov fino alla conquista della stessa ed all'effettuazione di efferate rappresaglie sui presunti colpevoli di maltrattamenti, torture ed uccisioni verso i prigionieri russi. In queste circostanze Pietro non si separa mai dal figlio, lo zarevic Alessio, coinvolgendolo anche nei momenti più crudi e drammatici della campagna, con la convinzione di temprarne il carattere.
Durante le celebrazioni della vittoria, a Pietro viene comunicata la morte del cagionevole fratellastro Ivan, e così comprende di essere ormai l'unico solo autocrate di Russia. Sempre nel corso dei festeggiamenti, Pietro conosce Caterina Skevronskaya, che diventa ben presto sua amante. Evdokija, che ha scoperto dell'ennesimo tradimento da parte di Pietro, ritorna al Cremlino con lo zarevic Alessio, in modo da rendere palese la situazione anche fuori dalla corte.
La vittoria di Azov convince Pietro a costituire una vera flotta per fronteggiare i rivali svedesi, che richiederà impegni finanziari e di conseguenza si palesa l'ostilità dei boiari conservatori, i quali non la ritengono necessaria, ed intanto istruisce alla marineria lo zarevic Alessio. Intento la Evdokija, Sofia, il Patriarca ed i boiari ostili iniziano ad allearsi per sabotare la nuova politica di Pietro, visto che anche la Chiesa oltre ai nobili sarà chiamata a contribuirne in modo gravoso con pesanti tasse.